# ガッツ星人
ガッツ星人（ガッツせいじん）とは、特撮テレビドラマ「ウルトラシリーズ」に登場する宇宙人。初出は『ウルトラセブン』。別名は分身宇宙人。
大きな丸い頭に鳥のようなくちばしを持ち、身体にはのこぎりの歯のような形の縞模様を持つ。

## 『ウルトラセブン』に登場するガッツ星人
『ウルトラセブン』第39話「セブン暗殺計画（前篇）」第40話「セブン暗殺計画（後編）」に登場。
「いかなる戦いにも負けたことのなく無敵」と豪語し、数多くの戦いにことごとく勝利してきた実績を持つ、宇宙の実力者。地球侵略の障害となるウルトラセブンを徹底的に分析して敗北させ、十字架へ磔にして地球人の目の前で処刑しようと目論む。徹底的な分析を行って綿密に立てた作戦を決行する一方、相手に予想外の行動を取られるとパニックに陥る脆弱さも持っている。画面上では4体確認できる。肩書きの通りに分身術を持つほか、瞬間移動や透明化、両手や目から命中すると網状に変化する光線・ビームバインドやフェードアウェイを発射する。等身大時では、ハンドガンを武器にする。
地球人の希望のよりどころにして地球侵略の障害であるセブンを倒すことにより、地球人を戦意喪失させて服従を図る。まず、アロンをセブンと様々な環境で戦わせ、地球上における彼の仮の姿がモロボシ・ダンであり、ダンの姿であれば容易に倒せることも把握するが、前述の理由からあくまでセブンの姿の時に打倒する方法を選ぶ。ウインダムを宇宙船からの一撃で破壊した後、自らセブンと戦って分身や瞬間移動などによる翻弄でエネルギーを消耗させて勝利し、十字架へ磔にする。しかし、地球人の戦力を軽視していたことが仇になり、セブンからの通信でエネルギー補給手段を知ったウルトラ警備隊の活躍によってセブンは復活し、十字架を破壊されてしまう。その後、パニック状態に陥り、セブンのハンディショットで円盤の動きを封じられた末、ウルトラノック戦法によって宇宙船もろとも粉砕され、敗北した。
第48話では、寝込んだダンにセブン上司が語りかける「激しい侵略者たちとの戦い」の映像に登場する。
- スーツアクター：池島美樹[出典 4]、西京利彦[出典 5]
- 「ウルトラシリーズ」において、同一デザインの着ぐるみ（アトラクション用ではなく実際の撮影で使用するためのもの）が同時に複数体（2体）製作された初めての怪獣である[15][注釈 1]。同じ2体のものが、全身の粘土原型から型が取られて製作された[16]。
- 準備稿「セブン暗殺命令」は1話完結のエピソードで、名称はスラッガ星人（ガラスの逆読み）だった。登場する5人の各自に「S1号」から「S5号」までの名称が付いており、S5号が完成映像におけるアロンの役割だった[13]。その戦いを分析したリーダーのS1号が率いるS2、3、4号にセブンが敗れ、夜明けに処刑されるというものであった[16]。
- 準備稿、決定稿、決定稿2のいずれも、ガッツ星人に瞬殺されるカプセル怪獣はミクラスとなっていた[13]。
- 決定稿では、登場する4人の各自に「G1号」から「G4号」までの名称が付いている[2][13]。
- 声はテープの再生速度を遅くすることにより、表現している[17]。『ウルトラセブンイズム』では、原音から演者は広瀬明と推測している[17]。
- デザインは池谷仙克による[15]。初期のデザイン案には発達している頭脳を表現するために露出した脳が描かれていたが、グロテスクなものは作らないという円谷英二の方針により変更された[18][19]。また、頭部を透明なフードにする案もあったが、材質の問題から断念されており[18]、頭部のピーコック模様は脳が露出したデザインの名残である[出典 6]。
- 口は液状の宇宙食を摂取しやすい形を想定し、くちばし状になった[18]。
- 怪獣の造形を担当した高山良策がガッツ星人の造形が完成するまでの過程を個人的に8ミリフィルムで撮影した映像が、『ある小さな記録』という題名の作品として残されている。撮影期間は1968年4月27日から同年5月6日までで、8ミリフィルムの撮影を担当したのは、当時NHK放送センターに勤務していた高山良策の甥に当たる小沼俊男である。この映像は、LD『ウルトラセブンVol.12』に収録されている。
- 放送当時に連載された桑田次郎の漫画版『ウルトラセブン』では前半の流れはテレビと同じだが、セブンをウルトラ警備隊に救出されるといさぎよく負けを認め、撤退する。
- 幻冬舎の書籍『21世紀ウルトラマン宣言』に記述された仮説においては、始祖はオウムのようなただの鳥であり、ガッツ星は地軸のずれによって変動し、火山活動をはじめとした異常気象で彼らの始祖が生き残った。外敵を退けるための翼と体温を保つ羽毛は不要となり、脳の肥大化に伴う頭部の変化から四肢の進化に続いて身体が巨大化し、直立を始める。くちばしの大きな変化は異性へのアピールのためで、卵は生息地である火炎林の熱から身を守るために分厚い殻になっており、その中で硬い殻を2年から3年かけて破壊できた者だけが粗成体の状態で生を受ける。こういった誕生時から過酷な環境で生きていることが、強さの理由とされている。
- ねとらぼが2024年に実施したアンケート「『ウルトラセブン』であなたが好きな『宇宙人・怪獣』はなに？」では、ウインダムと並ぶ第4位を記録している[21]。

## 『ウルトラファイト』に登場するガッツ
『ウルトラファイト』の新撮編に登場。本作品では宇宙人も怪獣として扱うため、単にガッツと呼ばれる。
頭脳戦を得意としているが、格闘戦は苦手。
- 『ウルトラファイト』の新撮編に登場する宇宙人は基本的に「星人」を付けずに呼ばれているが、ガッツのみ星人付けで呼ばれることもある[注釈 2]。
- 着ぐるみは『ウルトラセブン』のものをそのまま使用[23]。くちばしは黄色に塗られている。パンチを浴びせられるたびに頭部が凹んでおり、クチバシの開閉機構も撤廃されている。

## 『ウルトラセブン誕生30周年記念3部作』に登場するガッツ星人
『ウルトラセブン誕生30周年記念3部作』第2話「地球より永遠に」に登場。
本作品では複数ではなく単体で活動する。目的が地球侵略であるかは、劇中で明言されていない。10年以内に地球上で起こるとされるマントルプリュームという現象によって世界が炎と火山性ガスで覆われて地球上の生物が絶滅すると予測し、地球人類をそのような環境に適応させることを標榜して自ら開発した硫黄細菌を用い、不動岳付近の住民を硫黄人間に改造する。この硫黄人間は火山性ガスの大気中でも呼吸が可能であるが、硫黄がなければ生きられない身体でもある。また、硫黄細菌の技術を応用して硫黄怪獣サルファスを生み出し、用心棒として操る。
等身大でウルトラセブンと戦った際にはエメリウム光線を回避し、3体に分身して3方向から放つ強力な怪光線でセブンを敗北させるうえ、地球防衛軍へのメッセンジャーにするためにあえてとどめを刺さないなど、初代と同様に余裕のあるところを見せる。また、自ら巨大化することはなく、サルファスを出現させた後は円盤外での活動は行っていない。最後はサルファスを倒されて逃亡を図るが、ウルトラホーク1号に攻撃されて円盤ごと爆破された。
- 声：佐藤正治
- スーツアクター：横尾和則、岡野弘之[26]
- スーツ（着ぐるみ）はアトラクション用のものを流用している[26]。
- 書籍によっては「ガッツ星人2代目」と表記している[出典 11]。

## 『ウルトラマンメビウス&ウルトラ兄弟』に登場するガッツ星人
映画『ウルトラマンメビウス&ウルトラ兄弟』に登場。
かつてウルトラセブンに倒されたガッツ星人の同族。GUYSのドキュメントUGにデータが記録されている。今回はナックル星人のサポートに徹する。腕を揺り動かす、頭をぶつけられて目を回すなど、ややコミカルな面も見せる。得意の分身能力は健在で、目からの破壊光線と両腕からの金縛り光線を武器とする。
ザラブ星人との戦闘でエネルギーを消耗したメビウスを分身能力で翻弄したうえ、透明な十字架に封印する。復活したウルトラ4兄弟のうち初代ウルトラマンとセブンを苦しめ、スペシウム光線とワイドショットの斉射に一時倒れたものの再び立ち上がり、消耗した4兄弟を捕らえる。用済みと判断したメビウスをナックル星人との合体技で一蹴するが、復活したメビウスに反撃されて分身能力を見破られ、最後はメビュームシュートで粉砕される。
- 声：ピストン西沢
- スーツアクター：永田朋裕
- デザインは酉澤安施が担当[37][38]。酉澤はガッツ星人に女性的なイメージを抱いていたため、胸や臀部、腿などを強調した女性的なフォルムにしている[37][38]。体表の模様は立体化しており[38]、後頭部の模様は脳と基板をモチーフとしている[37]。

## 『ウルトラマンメビウス外伝 超銀河大戦』に登場するガッツ星人
プレイムービーや雑誌連載による『ウルトラマンメビウス外伝 超銀河大戦』に登場。
DXウルトラコクピット版
声：龍田直樹
今回はアークボガールの尖兵となっており、初代同様、一度はウルトラセブンを倒す。しかし、GUYSによってセブンが復活したため、最後はウルトラノック戦法で倒される。
- 戦闘シーンは「セブン暗殺計画」からの流用。

テレビマガジン版
『メビウス』劇場版の時と同様にザラブ星人、ナックル星人、テンペラー星人と宇宙人連合を結成しており、アークボガールを探して銀河系の果てに到着したウルトラ兄弟を他の3人や復活したUキラーザウルス・ネオと共に攻撃するが、やはり劇場版の時と同様にメビウスのメビュームシュートを受けて倒される。

## 『ウルトラギャラクシー大怪獣バトル NEVER ENDING ODYSSEY』に登場するガッツ星人（RB）
『ウルトラギャラクシー大怪獣バトル NEVER ENDING ODYSSEY』第2話「レイオニクスバトル」第10話「新たな戦いの平地で」に登場。「RB」は「レイオニクス・バトラー」を意味する。
ガッツ星のレイオニクスバトラー。ゴメス（S）を操る。レイの前に姿を現し、レイブラッドの後継者になる野望を露にするが、ゴメスが倒されると慌てて退却する。
その後、第10話で今度はケルビムを従えてレイに再び戦いを挑むが、ミクラスにケルビムを転倒させられ、その下敷きとなって押し潰される。
なお、第8話でも登場こそしないがクマノのセリフで挙げられており、オキには「ひよこ頭」と言われている。
- 声：龍田直樹
- スーツアクター：西村郎（第2話）、田之上生海（第10話）

## 『大怪獣バトル ウルトラ銀河伝説 THE MOVIE』に登場するガッツ星人
映画『大怪獣バトル ウルトラ銀河伝説 THE MOVIE』に登場。
ウルトラマンベリアルのギガバトルナイザーの力で怪獣墓場から復活し、ベリアル軍団に加わる。他の怪獣と共にウルトラ戦士やレイの怪獣たちに襲いかかる。言葉は話さないが、初代と同様の鳴き声を発したり、モンスロードされた際には不気味に笑う仕草を見せたりする。メトロン星人、エレキング、キングジョーブラック、キングパンドンと共にウルトラセブンと対決し、その後も軍団の中では生き残るが、最後はウルトラマンゼロのゼロスラッガーで倒される。
その後、他の怪獣の亡霊と合体して百体怪獣ベリュドラの首を構成する部分となり、先制攻撃を仕掛けたアストラにしがみついて襲いかかる。
- 雑誌連載版
  - 『てれびくん』で連載された漫画版でも、ベリアル軍団の1体としてウルトラセブンを攻撃する。
  - 『てれびくん』2009年12月号付録のメガサイズポスターでは、ウルトラマンヒカリと戦っている。

## 『ウルトラゾーン』に登場するガッツ星人
『ウルトラゾーン』第10話コントパート「怪獣職務質問」、第14話・第15話ドラマパート「東京ジュラ紀」に登場。
「怪獣職務質問」では、警官に職務質問される（声：宮崎吐夢）。
第5話ミニコーナー「OLのウワサ話」では、部下のOLに課長のあだ名「マッチョおじいさんおばさん」と名付けられる。
なお、第4話のアイキャッチでは、2人でガソリンスタンドに立ってアルバイトに勤しむ姿が描かれている。

### 「東京ジュラ紀」
怪盗赤色からオーパーツ「アカンバロの瞳」を守るために集められた名探偵4人のうち1人、腹筋をしながら名推理を披露する暴君探偵・浦賀ケンに化けて潜入するが、女子高生探偵・仲谷マユ（ピット星人）と歩く百科事典探偵・西園寺ユウヤ（地底人）により、マイナーな怪獣であるアロンのことを知っていたことから正体を見破られる。マユに拘束され、アロンがエレキングやテレスドンに敗北して愕然とした後、防衛軍に連行される。
- 出演：松田優（人間体・声）

## ガッツ星人ボルスト（SD）
『ウルトラマンギンガS』第3話「孤高の戦士」から第13話「分裂!UPG」までに登場。
スパークドールズより実体化し、チブル星人エクセラー（SD）のエージェントとなったガッツ星人。エクセラーの正式な部下ではないため、彼に対してタメ口で話している。第3話から登場し、アンドロイド・ワンゼロと共に独自にビクトリウムを狙って暗躍する。「宇宙最強の戦士」と自称する自信家であるほか、自身が敗北した場合の敗因はエクセラーが強い怪獣を投入しないために自身の能力を存分に発揮できないからと驕る一面も持つ。一人称は「俺様」で、体色は初代に近いが、これまでの同族とは異なり血気盛んな荒々しい言動を取る。相手の心理を推察する時は、「お前は今、こう言いたいんだろう？（こう言いたいはずだ）」と前置きしたうえで声真似をするのが口癖である。そのほか、手を震わせる動きをしながら自分でその手を止める癖も持つ。任務の失敗を重ねたワンゼロのことは見下しており、不満から彼女が蹴りかかって来た時は分身戦法で反撃し、一時的な機能停止に追いやった。エクセラーからは「ムッシュボルスト」と呼ばれ、おだてられては図に乗ることが定番化しているが、実際にはワンゼロと同様に捨て駒としか見られておらず、陰で小馬鹿にされている。
得意の分身能力や拘束光線はモンスライブした怪獣にも付加されるほか、分身能力を活かして異なる2体の怪獣への同時ライブも可能であり、ギンガとビクトリーを幾度も苦しめた。また、分身の方は本体よりも甲高い声で喋る。しかし、この能力の初披露となった第7話ではUPGのマグネウェーブ作戦で目つぶしを受けた隙を突かれて敗北し、スパークドールズに戻ってエクセラーに回収されている。
第9話より戦列に復帰し、エクセラーから与えられたチブルサーキットを胸に装着して能力が強化され、ワンゼロに代わって最前線で戦うようになる。第12話ではメトロン星人ジェイス（SD）と仲が悪かったことが語られ、裏切った彼との決着を着けることに固執し、彼をおびき寄せるために千草を捕らえた際には、ヒカルをギンガだと知らないまま電磁波の縄で縛って放置するというミスを犯している。
第13話にて度重なる敗北からエクセラーに見限られ、チブルサーキットを暴走させられて理性を失い、巨大化してギンガと直接対決する。暴走時には目が赤くなり、言葉は話さず初代と同様の低い鳴き声を発する。ギンガと互角の戦いを繰り広げるが、チブルサーキットが外れたことで正気に戻ると、自分を騙したエクセラーを倒してから再戦するとギンガに誓う。しかし、まもなくUPGのビクトリウム・キャノンを背後から直撃され、最後まで自身が宇宙最強であることを主張しつつ爆発に消えた。その後、スパークドールズに戻る描写も回収される描写もなく、消息や生死は不明となっている。
- 声：金子はりい
- スーツアクター：新井宏幸
- 『ウルトラマンギンガS』の放送開始に先駆け、『新ウルトラマン列伝』の第53話にて紹介されている。
- 時系列上で『ウルトラマンギンガS』の第8話と第9話の間に位置する『新ウルトラマン列伝』の第63話・第64話においては再び実体化しており、エクセラーからファイブキング（SDU）やその構成怪獣について教授してもらっている[52]。
- 手を震わせる動きや登場時の効果音などは、初代の描写を意識している[53]。第13話は『ウルトラマンメビウス&ウルトラ兄弟』の監督である小中和哉が監督を担当したため、分身シーンは同作品でのイメージを踏襲している[54]。

## ガッツ星人ドッペル
映画『劇場版 ウルトラマンオーブ 絆の力、おかりします!』に登場。
宇宙魔女賊ムルナウがダークリングで怪獣カードから呼び出した宇宙人の1体。呼び出された直後はヒッポリト星人カリストやテンペラー星人バチスタと共にガピヤ星人サデスとの戦闘で疲弊したオーブ（ハリケーンスラッシュ）を連行し、その後は分身能力を駆使して洋館に潜入したSSPメンバーと渋川一徹をたびたび追跡した。ウルトラマンオーブ（オーブトリニティ）登場後はSSPを金縛り光線で人質に取ってオーブを脅迫するも渋川の銃撃を受けたうえ、ゼッパンドンへの変身を解除されたジャグラスジャグラーが落としたダークリングをSSPから奪還しようとするもジャグラーに阻まれ、それぞれ失敗に終わる。ウルトラマンギンガたちが宝石化状態から復活した後は巨大化してウルトラマンエックスと戦い、ゴモラアーマーによる攻撃で分身を蹴散らされ、分身能力を活かした光線の斉射で反撃するが、Xバリアウォールで防がれる。最後は、アタッカーXで分身たちごとまとめて倒される。
- 声：斉藤慎二（ジャングルポケット）
- スーツアクター：新井宏幸
- 監督の田口清隆は脚本にセリフのない部分も行間を埋めるようジャングルポケットらに要請しており、アドリブも多く取り入れられている[57]。

## 『大怪獣バトル ULTRA MONSTERS NEO』に登場するガッツ星人
『大怪獣バトル ULTRA MONSTERS NEO』第3話「不死身の挑戦者」から第5話「レイオニクス暗殺計画」に登場。
バトルナイザーの秘密を解き明かそうとしており、そのためにバトルナイザーを持つ主人公とカネゴンを円盤に連れ去り、実験台にしようと企む。実験惑星に向かう途中、ナースの襲撃によって円盤は惑星に墜落するが、それによって主人公たちの戦闘データが収集できたことに満足し、さらに詳しくデータを調べるためにグランドキングを呼び出し、自身も巨大化して戦闘に参加。再びデータを収集できたことに満足するが、突如機械が故障したためにパニックを起こし、現れたヤプールの異次元空間に飲み込まれる。その後の消息は不明。
原作と同様に複数で登場（今作では3体）。また、予想外の事態にパニックを起こすところも同じである。
『NEO-GL』にて実装されたギャラクシーサーガでは、『ウルトラギャラクシーNEO』でレイに敗れた個体の魂が怪獣墓場においてナースに憑依、新しい体の実験としてペンドラゴンのクルーに襲いかかる。
ステータスはアタックとスピードが非常に高いが、ディフェンスは非常に低い。必殺技は、2体に分身して目から光線を放つ「ビームバインド」、自分が敵に接近してきたところを味方円盤が攻撃を横取りする「ガッツデストロイヤー」、2体に分身して攻撃を仕掛ける「分身殺法」がある。また、NEO第7弾よりナックル星人とのタッグ必殺技「ユニオンフラッシャー」が追加されている。
- 声：龍田直樹

## 『大怪獣ラッシュ ウルトラフロンティア』に登場するガッツ星人
データカードダスおよび、それを元にしたCGショートムービー『大怪獣ラッシュ ウルトラフロンティア』に登場。

### ガッツガンナー・ガルム
ラッシュハンターズに所属するガッツ星人のハンターで、「智謀に長けた戦略家」の異名を持つ。一人称は「俺」。その異名どおり、チームの参謀役を務める。これまでのガッツ星人よりも全体的にさらに大きな体格で、大き目の頭部と、それに付いた鶏冠が特徴。顔には稲妻状の模様があり、後頭部は尻尾のようになって膝の辺りまで達するほど長い。ハンターチームでは一番の年長者であるがゆえ、怪獣に関する知識も豊富である。
主に十字架型の大型狙撃銃・クロスランチャー、同型のハンドガン・クロスガンを使って戦う。そのほか、超大型ヘヴィガンのクロスキャノンも所持しているが、ガルムは扱いやすさを重視してか基本的にはクロスランチャーを多用しつつクロスガンを併用している。また、銃はいざという時には爆弾としても使用できるが、当然ながらガルムのハンティングの要である武装を失うことになるため、使ってしまえばガルムの戦闘継続は困難となってしまう。なお、銃そのものには正式に予備があるようである。2ndシーズンからは、新兵器としてガトリングガン型のエレクトロガトリング砲を使用している。
自身がプラズマソウルを一番稼ぐことに特化した戦い方をするため、プラズマソウルの取り分に報酬の7割を要求したこともあるなど、かなりの強欲さを見せる。しかし、時には窮地で反撃をあきらめかけたバレルを一喝する、自分の武器を自爆させてマグナを救って手柄を譲るなど、チームをまとめる年長者らしい一面も持つ。2ndシーズンからはハンティングで感情的になり無茶な行動をすることが目立ち始め、マグナから不審に思われる。第7話から第8話までの「KING JOE Hunting」においてマグナとの口論にまで発展するが、かつて弟とともにキングジョーに敗れたということと、そのハンティングで重傷を負った弟の多額の治療費を稼ごうとしたためであったことが理由と判明した。
- 声：高岡瓶々

### ガッツ星人シーズ
1弾より登場。冷静沈着に状況を見極めることから「ガッツウォッチャー」とも呼ばれるハンター。被っているヘルメットのバイザーで素顔が見えず、敬語口調でしゃべるのが特徴。フォーカスアイという特殊能力で怪獣の動きを見切るほか、分身攻撃を得意としており、ガルムとは旧知の仲である。WEBコミック版では、マグマ星人フッグやメトロン星人ウィップとともにチームを組んでいる。
テレビ版2ndシーズンの第7話から第8話までの「KING JOE Hunting」では、ロングレンジビーム砲を使用するガルムを補佐するスポッター（観測手）としてラッシュハンターズと共にハンティングに参加し、ガルムの過去をマグナたちに話す。その後、第9話（最終話）の「PLASMA KILLAR ZAURUS hunting」では、終盤でハンターステーションに帰還したラッシュハンターズを出迎える宇宙人の中に姿が確認できる。
- 声：乃村健次

## 過去の映像を流用しての登場
いずれも映像はそれぞれの初登場作品の流用。
『ウルトラマンタロウ』
第40話で回想シーンの35大怪獣・宇宙人の1匹として登場。OPでは「ガッツ星人」ではなく「分身宇宙人ガッツ」とテロップされている。
『ウルトラマンZOFFY ウルトラの戦士VS大怪獣軍団』
クレージーゴンを倒したセブンが、チョップ光線とウルトラノック戦法で円盤群を全滅させる。映像は『ウルトラセブン』第40話からの流用で、セブンの光線の発射音と爆発音が変更されている。
『新世紀ウルトラマン伝説』

『大決戦!超ウルトラ8兄弟』
メビウスを捕らえた時の宇宙人連合の個体が、ダイゴの夢に登場する。映像は『ウルトラマンメビウス&ウルトラ兄弟』からの流用。

## その他の作品に登場するガッツ星人
- 『ウルトラマンR/B』第17話では、湊アサヒと美剣サキがハロウィンの仮装としてガッツ星人のコスチュームを着用[58]。衣裳はウルトラ関連のイベントの司会者用のもの[59]。
- 『ウルトラマンキッズ』関連の作品では、ガッツンという名前で登場。
- 『めちゃ×2イケてるッ!』では、『大怪獣バトル ウルトラ銀河伝説 THE MOVIE』の出演オーディションに参加したが、特に目立ったことはしていない。
- 円谷プロ公式サイトのエイプリルフール企画にもたびたび参加。2010年の「円谷ッター」（Twitterのパロディ）では一時ウルトラマンガイアと喧嘩する様子も見せるが、その後に仲直りする。Twitterでのマグマ星人の発言によると、いつも「OK牧場！」（自身と同じ名前のガッツ石松の口癖に由来）と言っているらしい。
- 2009年のHONDA「ステップワゴン スパーダ」のCMでは、スパーダを恐れて他の怪獣と共に道を空ける役で出演している。
- 『Peeping Life×怪獣酒場 かいじゅうたちがいるところ』では、第7話に切手マニアの2体が登場した。
- 「ウルトラ怪獣擬人化計画」として『電撃ホビーマガジン』2014年1月号（第2回）に特徴的な紋様の服に、星人の眼型髪飾りを身に付けた女性のガッツ星人（イラスト：猫缶まっしぐら〈ニトロプラス〉）が掲載された[要ページ番号]。
  - 漫画『ウルトラ怪獣擬人化計画 ギャラクシー☆デイズ』では、怪獣図鑑制作部の部員の1人にしてペガッサ星人の友人であり、ペガッサ星人のことを「ベガちゃん」と呼んでいる。かなりの巨乳の持ち主であるうえにおっとりした性格だが、何を考えているかわからない掴み所のない一面もある。かわいい子が大好きらしく、それが高じて盗撮したりストーカーじみたこともあり、そのたびにペガッサ星人から制裁を喰らうことが多い。弱点は寒さであり、泣くほど苦手である。
  - 漫画『ウルトラ怪獣擬人化計画f.POP Comic code』では、ガッツ星人をモチーフにしたガッツ鳥が登場する。
- 漫画作品
  - 漫画『かがやけ ウルトラの星』（2010年発売の『ウルトラコレクションボックス ザ・内山まもる』に収録[60]）では怪獣軍団の一員として登場し、中部地方侵略隊長として怪獣たちを暴れさせる。後に他の怪獣と合流してウルトラ兄弟と戦うが、ウルトラセブンのアイスラッガーを受けて倒される。
  - 漫画『ウルトラマンSTORY 0』では星関連合の幹部として登場[要ページ番号]。
  - 漫画『酩酊！怪獣酒場』では、怪人バルのスタッフとして登場する。大量生産できるものを二流と断じている。
- ライブステージ
  - 『ウルトラマンフェスティバル'95』では、ザム星人の部下として、巨大ヤプールらと共に出現し、ゴモラを召喚する。セブン21のアドリウム光線で倒された後、自身が呼んだゴモラもウルトラマンに倒された。
  - 2014年夏に開催された『ウルトラマン×仮面ライダー×スーパー戦隊 3大特撮ヒーローフェスティバル』のスペシャルステージでは、ガッツ星人ミニットという個体が登場[61]。

## その他
- 『ウルトラマンマックス』の放送前に行われた「伝説の怪獣人気投票」では、第6位にランクインしている[62]。
- プロバスケットボールbjリーグと円谷プロダクションのコラボレーション企画として開催された、ウルトラ怪獣を各チームのマスコットキャラクターとしてチームに加える「ウルトラ怪獣ドラフト2010」ではノミネート怪獣として候補に挙がり、新潟アルビレックスBBよりドラフト指名された[63]。
- 『ウルトラ怪獣DVDコレクション』によれば、頭部のモチーフはオウムのように見えるが実際にはフクロウであり、古代神話の知恵の象徴たる動物であることから頭脳派のキャラクターとして関連づけられ、採用されたという説がある[要ページ番号]。
- 2014年のソチ冬季五輪において、女子カーリング選手の小笠原歩が、4歳の長男から「『ガッツ』がこもったお守り」として、ガッツ星人のフィギュアを渡された。その美談を受け、円谷プロはカーリングのブラシとストーンを持ったガッツ星人の金色版フィギュアの製作に協力し、小笠原の勤務先である北海道銀行札幌本店に寄贈した[64]。